# No Room for the Groom
No Room for the Groom is een Amerikaanse filmkomedie uit 1952 onder regie van Douglas Sirk.

## Verhaal
De jonge soldaat Alvah Morrell en zijn vriendin Lee Kingshead trouwen stiekem in Las Vegas. Alvah krijgt de waterpokken en zijn kersverse vrouw mag niet in zijn buurt komen wegens besmettingsgevaar. De moeder van Lee heeft haar bovendien al min of meer gekoppeld aan de rijke Herman Strouple. Ze durft haar moeder niet te vertellen dat ze stiekem getrouwd is. Dan moet Alvah zich weer melden op zijn legerbasis. Het lukt het stel maar niet om samen de huwelijksnacht door te brengen.